# دواجن

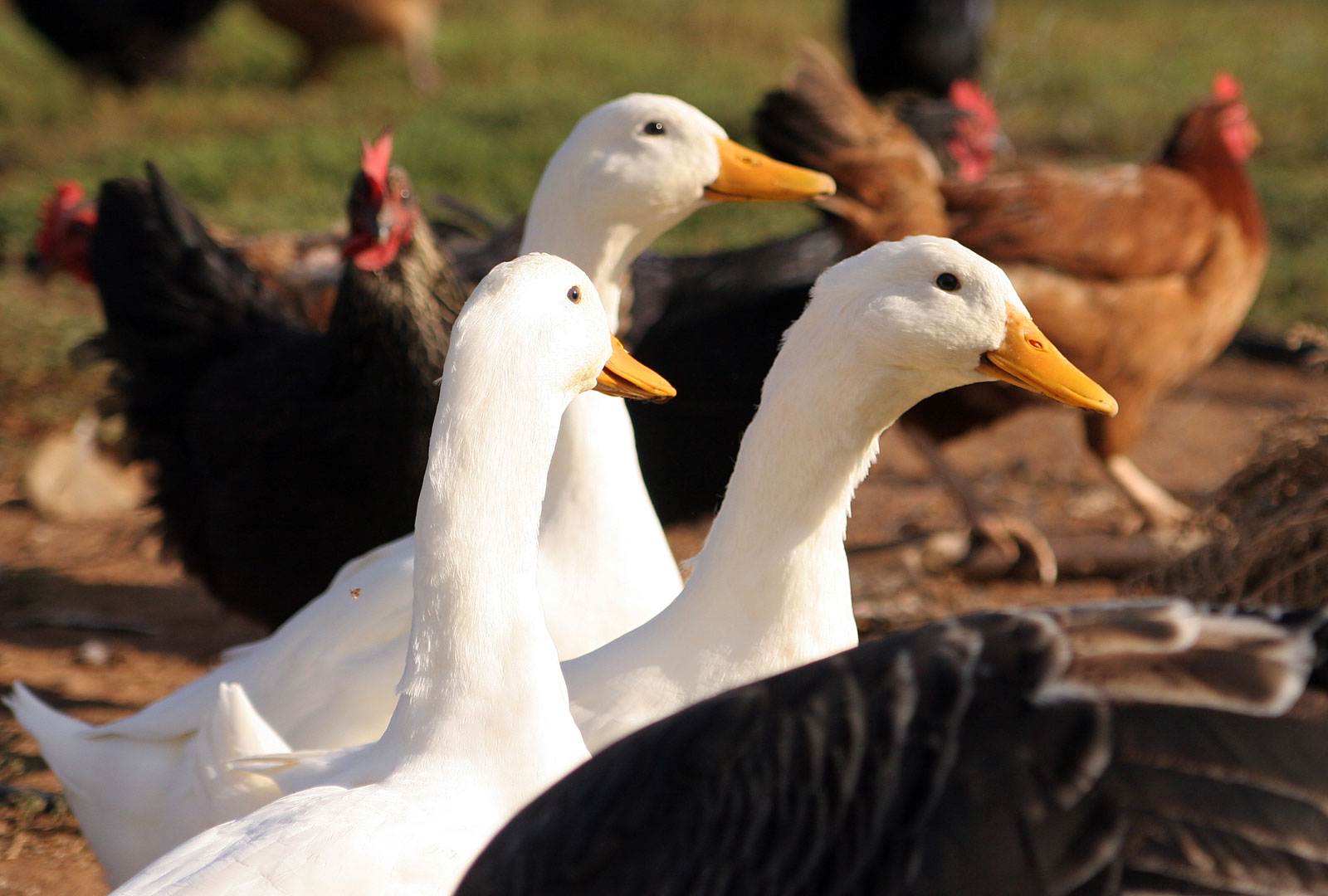
البط أحد أنواع الدواجن

الدواجن أو الطيور الداجنة (بالإنجليزية: Poultry)‏ هي الطيور التي تُربى عند البشر ويُستفاد من بيضها ولحمها وريشها وهي طيور أليفة ومستأنسة. هذه الطيور تكون فوق رتبة دجاوزيات وهي من ضمن رتبة الدجاجيات (والذي يتضمن الدجاج، السمان، والديك الرومي) وتصنف لحومها من صنف اللحوم البيضاء. 

## أمثله
| الطائر         | الأسلاف البريون          | الاستئناس           | الاستفادة من                       | صورة |
| -------------- | ------------------------ | ------------------- | ---------------------------------- | ---- |
| الدجاج         | دجاج الأدغال الأحمر      | جنوب شرق آسيا       | لحم، ريش، بيض، زينة                |      |
| البط           | بركة (طائر)/بطة موسكوفية | منوّع                | لحم، ريش، بيض                      |      |
| إيمو           | إيمو                     | منوّع، القرن العشرين | لحم، الجلد، دهن                    |      |
| الأوز          | إوزة ربداء/إوز صيني      | منوّع                | لحم، ريش، بيض                      |      |
| الطاووس الهندي | طاووس هندي               | منوّع                | لحم، ريش، زينة، منظر طبيعي         |      |
| التم الصامت    | التمّ الصامت              | منوّع                | ريش، بيض، منظر طبيعي               |      |
| النعام         | النعامة                  | منوّع، القرن العشرين | لحم، ريش، الجلد                    |      |
| الديك الرومي   | الديك الرومي البري       | المكسيك             | لحم، ريش                           |      |
| دجاج حبشي      | دجاج وادي غرب أفريقيا    | أفريقيا             | لحم، التخلص من الآفات، ونداء إنذار |      |
| طائر التدرج    | تدرج مألوف               | أوراسيا             | لحم                                |      |
| فزان ذهبي      | الفزان الذهبي            | أوراسيا             | لحم، للزينة                        |      |
| ريا (طائر)     | طائر الريا               | منوّع، القرن العشرين | لحم، الجلد، الدهن، بيض             |      |

## وصلات خارجية
- موسوعة سلالات الدواجن

## طالع
- نادي الدواجن البريطاني
- دجاج حمراوي